# 長井坂城
長井坂城（ながいざかじょう）とは、群馬県渋川市赤城町棚下・利根郡昭和村川額に存在した戦国時代の城（山城）。

## 概要
築城者・築城年代は不明だが、『加沢記』に永禄3年（1560年）に長尾景虎が長井坂に陣を置いて沼田城を攻め、沼田顕泰を降伏させたとあることから、この時期の築城とも考えられる。
越相同盟によって天正のはじめに北条氏の持城となったが、天正6年（1578年）に真田昌幸が沼田城を攻略したことで、北条氏と真田氏の前線となる。
『加沢記』『吾妻記』によると、天正8年（1580年）真田昌幸は長井坂城を包囲し、長尾憲景の家臣の城将牧弥七郎・城番須田加賀守は降伏した。昌幸は長井坂城に恩田越前守・下沼田豊前守を置いた。
天正9年（1581年）に北条氏邦が長井坂城を包囲し、恩田氏らは城から逃亡したため、氏邦は猪俣能登守範直を置いた。
その後も真田氏・北条氏の攻防が続いたが、天正18年（1590年）の小田原城の落城に伴い白井城が落城したことで、長井坂城も降り、その後廃城となった。
群馬県指定史跡（昭和55年9月16日指定）。

## 構造
西側を流れる利根川の断崖上に位置し、北側は永井の沢を防壁としている。南北260メートル、東西180メートルの囲郭式。本丸の規模は南北80メートル、東西40メートルで、東に二の丸、さらに東に二の丸を囲む形で三の丸が作られている。

## 周辺
- 沼田街道

- 関越自動車道長井坂トンネル
- 綾戸ダム
- テングランド